# Canon EOS 400D

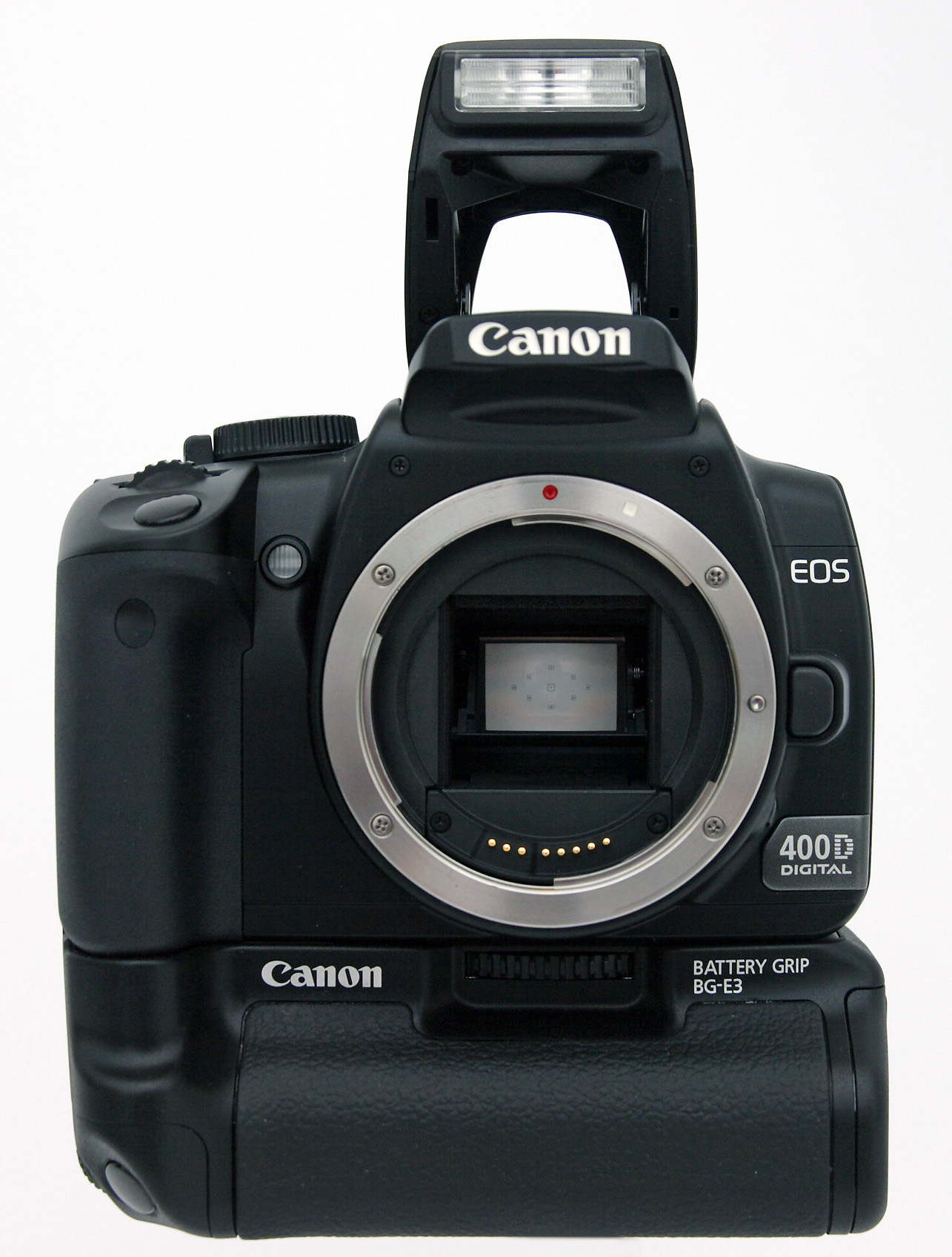
Canon EOS 400D med batteripack monterat (under kamerahuset)

Canon EOS 400D, i Nordamerika kallad Digital Rebel XTi och i Japan EOS Kiss Digital X, är en spegelreflexkamera-kamera. Den introducerades av Canon den 24 augusti 2006. Den är uppföljare till den mycket populära Canon EOS 350D. Några av uppgraderingarna är:
- 10,1 megapixel (upp från 8,0)
- Större buffer för fotoserier.
- DIGIC II -bildprocessor
- Sensor CMOS APS-C 22,2 mm × 14,8 mm
- Ett mer precist 9-punkters AF-system taget från Canon EOS 30D.
- 2,5" LCD-display med 230 000 pixlar.
- Gummi vid tumgreppet.